# Halofilní rostliny

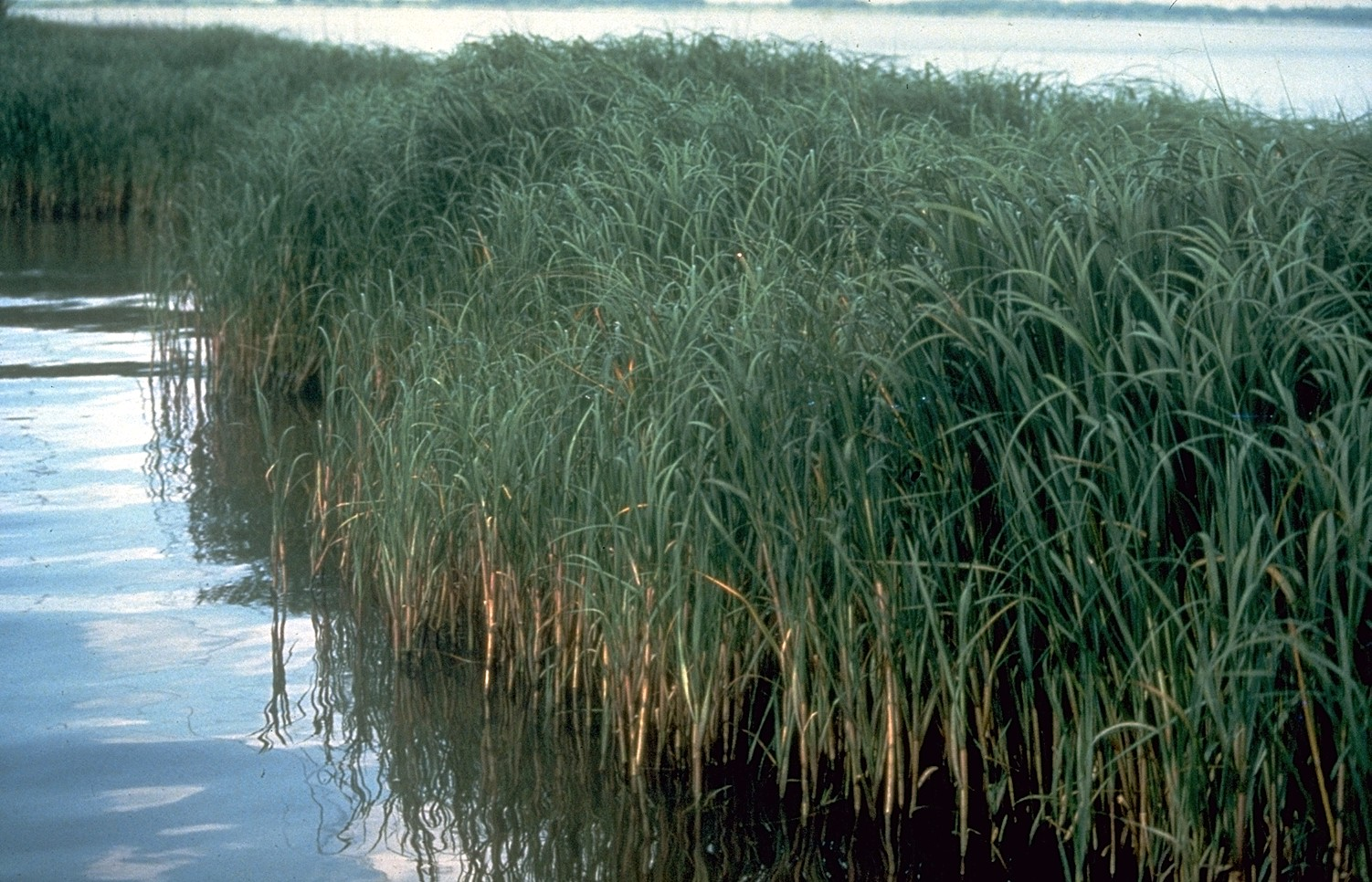
Spartina alterniflora, příklad halofilní rostliny

Halofilní rostliny (zkráceně halofyty) jsou rostliny snášející vysoké zasolení půdy či vody. Toto zasolení se nejčastěji pohybuje v rozmezí 3–4 % v případě moře. Půda pak může dosáhnout zasolení přes 6 %. Rostliny se zasolení brání řadou mechanismů, z nichž nejdůležitější je vysoký osmotický tlak dosahující až 5 MPa. Za zástupce se dá považovat saxaul (Haloxylon sp.) pocházející z oblasti Kaspického moře. Zvláštním typem halofytů jsou mangrofyty, což jsou dřeviny rostoucí na pobřežích pravidelně zaplavovaných slanou vodou.